# Re:ally?
『Re:ally?』（リアリー）は、7ORDERの2枚目のフルアルバム。2022年2月2日、日本コロムビアより発売された。

## リリース
湘南乃風の若旦那、阿部真央、PES、井手コウジ、真田佑馬が楽曲制作に携わっている。アルバムタイトルは豪華なクリエイター陣による素敵な楽曲が集まったことに対して「本当？」という意味が込められている。またリーダーの安井謙太郎の発案で「Re」の後に「：」を加え、「再び仲間（ally)となる」という意味が追加で加えられた。

初回限定盤、通常盤、7ORDER FAN CLUB会員限定のFC限定盤の全3形態での発売となっている。CDに関しては各形態共通で、2021年にリリースしたシングルの表題曲「雨が始まりの合図」、「SUMMER様様」と新曲9曲が収録されている。初回限定盤、FC限定盤にはDVDを付属し、アルバムリード曲「agitate」、「もしも」を収録する。
アルバム収録曲の中から「agitate」は2021年11月26日、「もしも」が2021年12月24日にデジタルシングルとして先行配信されている。

### 特典
- 先着特典 - ミニ卓上ケース、オリジナルマスクケース、メガジャケ、B2告知ポスター（対象店舗別の全8種）[6]

## 収録内容

### CD
- 1〜11曲目は全形態共通

1. 「agitate」 - 4:10
作詞・作曲：井手コウジ
  - リード曲
2. 「Feel So Good」 - 3:19
作詞：SHOW、作曲：Golddust / Bobo / Jaxx・Victor / Chevreuil
3. 「SUMMER様様」 - 3:08
作詞：HIROKI、作曲：NAOTO
  - 1stシングル
4. 「青空と爆弾」 - 2:43
作詞・作曲：新羅慎二
5. 「Cafe latte」 - 4:07
作詞：Yuma Sanada / PES、作曲：Yuma Sanada
6. 「カシス」 - 3:17
作詞・作曲：井手コウジ
7. 「MONSTER」 - 3:23
作詞：GEIST、作曲：GEIST / MR.PSUEDO
8. 「Lonely night」 - 3:33
作詞：Yuma Sanada、作曲：Yuma Sanada / 憲人
9. 「夢想人」 – 4:41
作詞・作曲：Yuma Sanada
10. 「雨が始まりの合図」 - 3:50
作詞：7ORDER、作曲：Yuma Sanada
  - 1stシングル
11. 「もしも」 - 5:55
作詞・作曲：阿部真央

### DVD

#### 初回限定盤 / FC限定盤
1. 「agitate MUSIC VIDEO SPECIAL EDITION」
2. 「もしも MUSIC VIDEO SPECIAL EDITION」
3. 「MUSIC VIDEOメイキング」
4. 「Re:ally？ ジャケット・メイキング」